# Chouč
Chouč je malá vesnice, část obce Hrobčice v okrese Teplice. Nachází se asi 1,5 kilometru jihozápadně od Hrobčic. Chouč je také název katastrálního území o rozloze 2,82 km².

## Historie
První písemná zmínka o Chouči pochází z roku 1057 a nachází se v zakládací listině litoměřické kapituly. Během husitských válek vesnici získali páni z Vřesovic, kteří ji koncem patnáctého století připojili k Doubravské hoře. Později Chouč patřila k Mirošovicím a od roku 1759 k Bílině, u které zůstala až do zrušení patrimoniální správy. Po třicetileté válce ve vsi podle berní ruly z roku 1654 stálo patnáct obydlených (z toho deset selských) a dvě pusté usedlosti. Ve druhé polovině dvacátého století se vesnice nerozvíjela a některé budovy chátraly. Ze vsi pocházel šlechtický rod Koučů z Kouče.

## Obyvatelstvo
Při sčítání lidu v roce 1921 zde žilo 129 obyvatel (z toho 55 mužů), z nichž bylo sedm Čechoslováků a 122 Němců. Až na jednoho člověka bez vyznání se hlásili k římskokatolické církvi. Podle sčítání lidu z roku 1930 měla vesnice 141 obyvatel: třináct Čechoslováků a 128 Němců. Kromě jednoho člena církve československé byli ostatní římskými katolíky.
|                                                                   | 1869 | 1880 | 1890 | 1900 | 1910 | 1921 | 1930 | 1950 | 1961 | 1970 | 1980 | 1991 | 2001 | 2011 |
| ----------------------------------------------------------------- | ---- | ---- | ---- | ---- | ---- | ---- | ---- | ---- | ---- | ---- | ---- | ---- | ---- | ---- |
| Obyvatelé                                                         | 138  | 149  | 129  | 121  | 126  | 129  | 141  | 95   | 104  | 76   | 54   | 42   | 40   | 59   |
| Domy                                                              | 29   | 30   | 31   | 31   | 28   | 29   | 35   | 39   | .    | 27   | 23   | 20   | 27   | 33   |
| Počet domů z roku 1961 je zahrnut v domech místní části Hrobčice. |      |      |      |      |      |      |      |      |      |      |      |      |      |      |

## Pamětihodnosti
Centrem sídla je trojúhelná náves obestavěná velkými usedlostmi, kterým dominuje kostel svaté Kateřiny na návrší na jihovýchodním okraji vsi. Dům čp. 7 je poslední stavbou s dochovaným hrázděným patrem, podél kterého vede pavlač. Do dvora usedlosti se vjíždí půlkruhově klenutou bránou a původně k němu jako výměnek patřil drobný domek čp. 17. Na severozápadní straně návsi stojí rozměrná usedlost čp. 15 s pozdně klasicistními až eklektickými fasádami členěnými pilastry a zdobenými okenními šambránami. Přízemím domu vede průjezd se segmentově klenutým portálem. Dochovaná podoba usedlosti pochází z roku 1884, ale dům stál ve stejném rozsahu už v roce 1842. Eklektickou architekturu zastupuje také dům čp. 22 a bývalá škola (čp. 31). U dalších usedlostí se dochovaly brány s klenutím i rovnými překlady a hospodářské stavby. V roce 2007 často byly ve špatném stavu.
Ke kulturním památkám v Chouči patří kromě kostela a domu čp. 7 také boží muka na křižovatce silnic směrem k Mirošovicím.

## Galerie

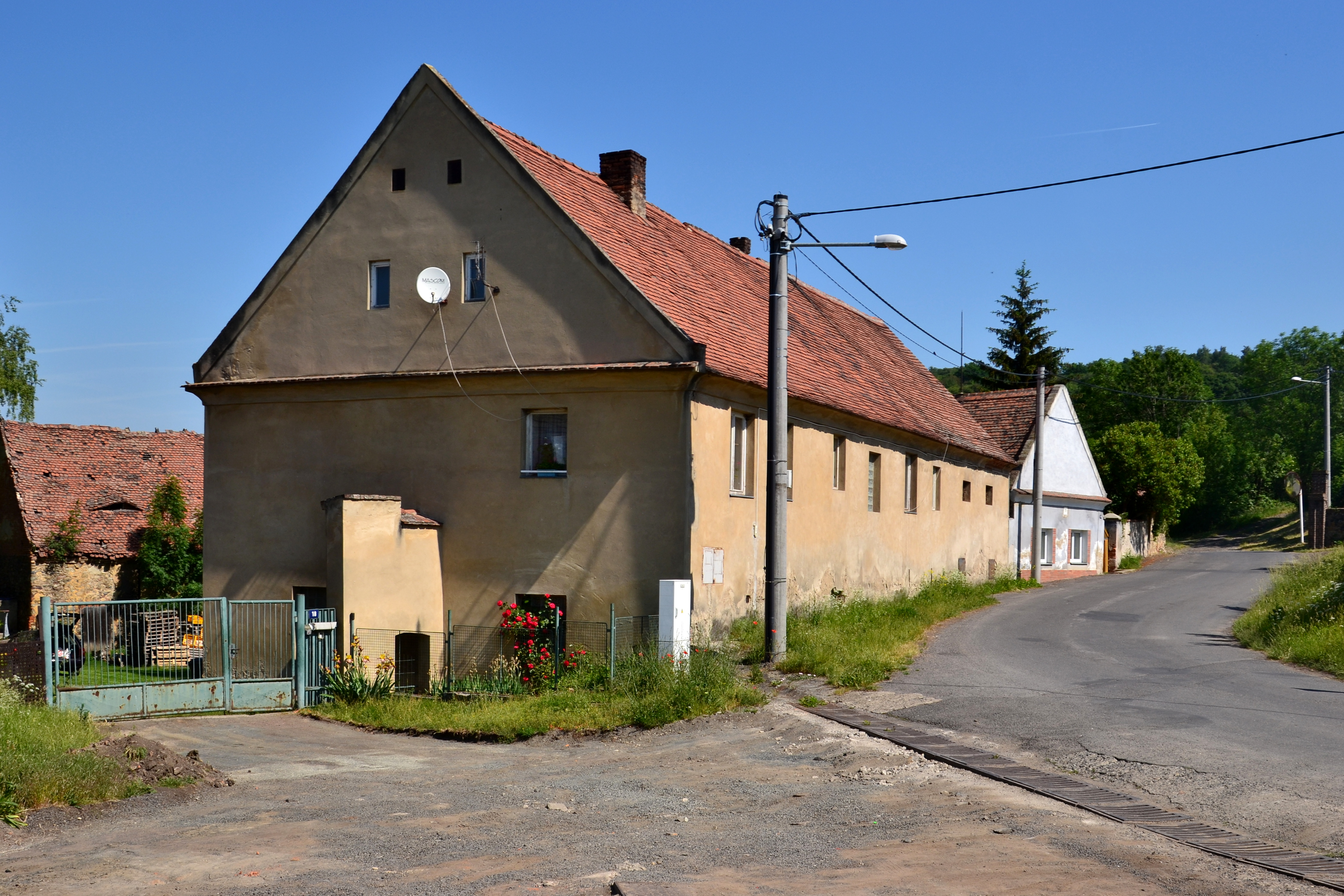
Vjezd na náves
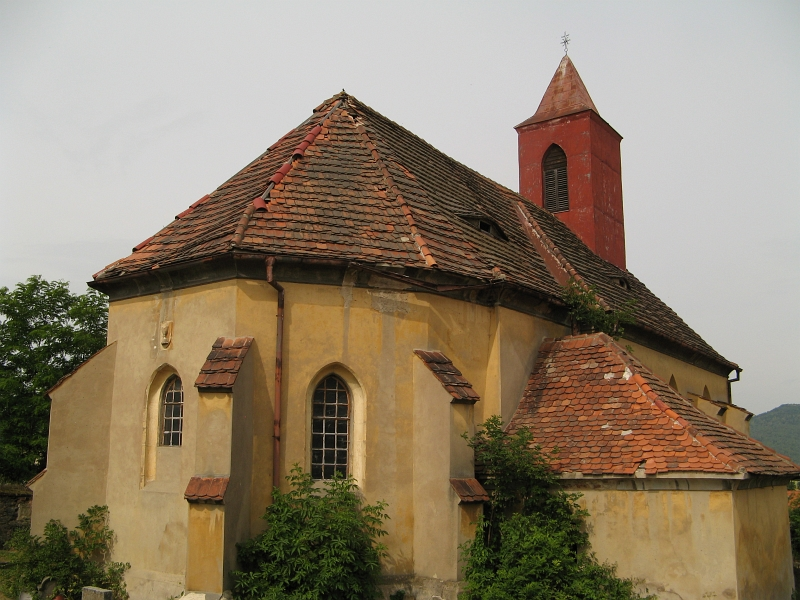
Kostel svaté Kateřiny
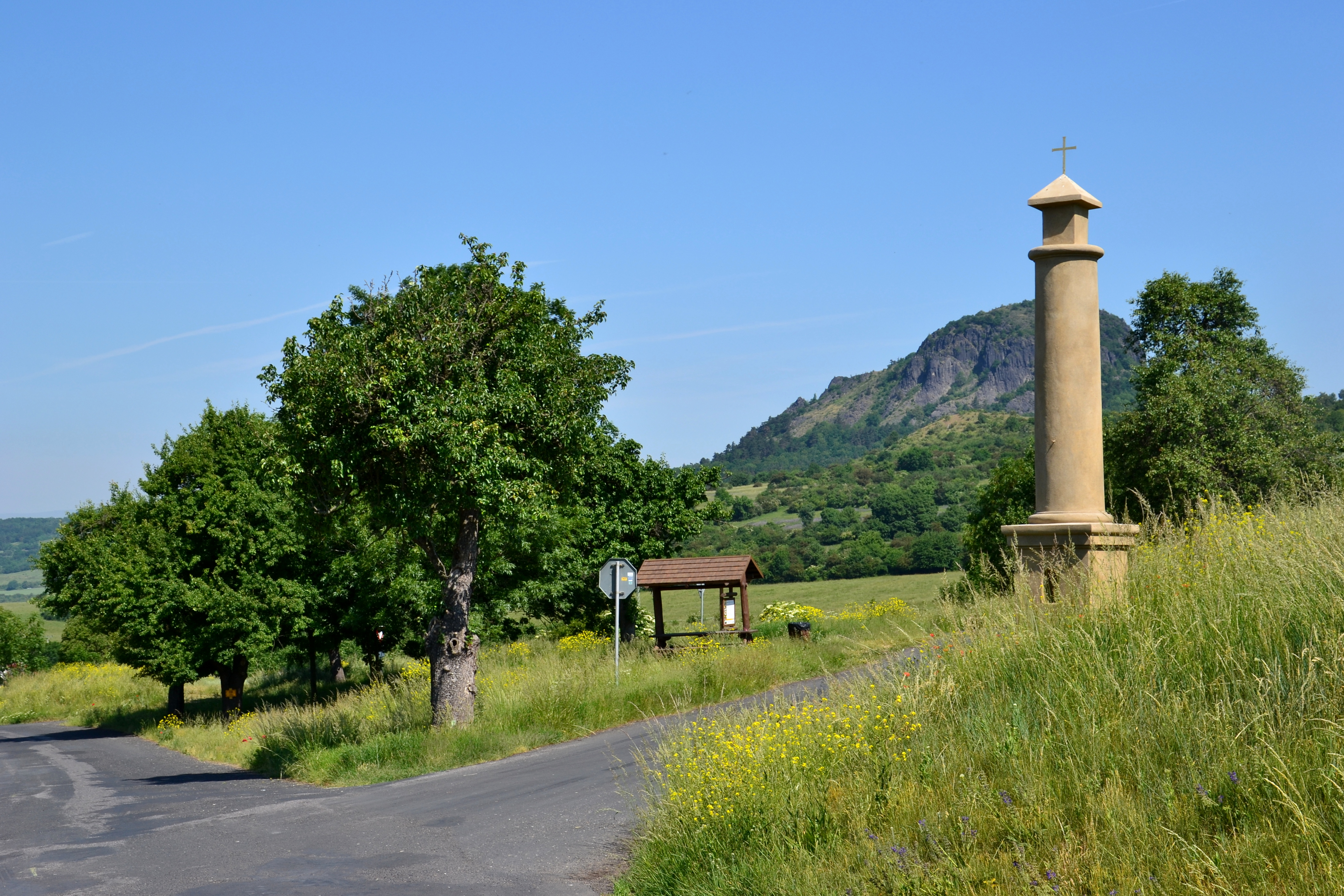
Boží muka na křižovatce silnic směrem k Mirošovicím